# Campeonato Mundial de Atletismo Sub-20 de 2018 - 5000 m masculino
A prova dos 5000 metros masculino do Campeonato Mundial de Atletismo Sub-20 de 2018 ocorreu no dia 14 de julho no Estádio de Tampere  em Tampere, na Finlândia. 

## Recordes
Antes desta competição, os recordes mundiais e do campeonato nesta prova eram os seguintes:
|     | Nome            | Nacionalidade | Tempo    | Local     | Data                |
| --- | --------------- | ------------- | -------- | --------- | ------------------- |
| WJR | Hagos Gebrhiwet | Etiópia       | 12:47.53 | Paris     | 6 de junho de 2012  |
| CR  | Abreham Cherkos | Etiópia       | 13:08.57 | Bydgoszcz | 13 de julho de 2008 |
| WJL | Selemon Barega  | Etiópia       | 13:04.05 | Estocolmo | 10 de junho de 2018 |

## Medalhistas
| Ouro                       | Prata                        | Bronze                   |
| Edward Zakayo Pingua (KEN) | Stanley Waithaka Mburu (KEN) | Jakob Ingebrigtsen (NOR) |

## Cronograma
Todos os horários são locais (UTC+2).
| Data        | Hora  | Evento |
| ----------- | ----- | ------ |
| 14 de julho | 15:20 | Final  |

## Resultado final
A prova foi realizada no dia 14 de julho às 15:20. 
| Posição           | Atleta                 | Nacionalidade  | Tempo    | Notas           |
| ----------------- | ---------------------- | -------------- | -------- | --------------- |
| Medalha de ouro   | Edward Zakayo Pingua   | Quénia         | 13:20.16 |                 |
| Medalha de prata  | Stanley Waithaka Mburu | Quénia         | 13:20.57 |                 |
| Medalha de bronze | Jakob Ingebrigtsen     | Noruega        | 13:20.78 | EJR             |
| 4                 | Selemon Barega         | Etiópia        | 13:21.16 |                 |
| 5                 | Telahun Haile Bekele   | Etiópia        | 13:23.24 |                 |
| 6                 | Jacob Kiplimo          | Uganda         | 13:23.35 |                 |
| 7                 | Oscar Chelimo          | Uganda         | 14:00.68 |                 |
| 8                 | Elzan Bibic            | Sérvia         | 14:15.37 |                 |
| 9                 | Kokob Ghebru           | Eritreia       | 14:23.49 |                 |
| 10                | Cooper Teare           | Estados Unidos | 14:24.30 |                 |
| 11                | Simen Halle Haugen     | Noruega        | 14:25.37 |                 |
| 12                | Aarón Las Heras        | Espanha        | 14:30.09 |                 |
| 13                | Mohamed Mohumed        | Alemanha       | 14:30.81 |                 |
| 14                | Adrian Garcea          | Roménia        | 14:33.21 | Recorde pessoal |
| 15                | Idleh Aden             | Djibouti       | 14:33.35 | Recorde pessoal |
| 16                | Thomas Mortimer        | Grã-Bretanha   | 14:37.14 |                 |
| 17                | Yuhi Nakaya            | Japão          | 14:39.78 |                 |
| 18                | Darragh McElhinney     | Irlanda        | 14:53.63 |                 |
| 19                | Tyler Dozzi            | Canadá         | 15:31.39 |                 |
| 20                | Soren Knudsen          | Estados Unidos | 16:18.33 |                 |
|                   | Yousif Ramadan         | Sudão          | DSQ      |                 |
|                   | Nursultan Keneshbekov  | Quirguistão    | DNF      |                 |

Legenda
| Recorde mundial       | Recorde mundial (World record)               |                       | Recorde africano                      | Recorde africano (African) |                                           | Q | Classificado por posição (Qualified) |
| Recorde do campeonato | Recorde do campeonato (Championship record)  | Recorde da América    | Recorde da América (Americas)         | q                          | Classificado por melhor tempo (Qualified) |   |                                      |
| Melhor marca do ano   | Melhor marca do ano (World leading)          | Recorde asiático      | Recorde asiático (Asian)              | DNS                        | Não largou (Did not start)                |   |                                      |
| Recorde nacional      | Recorde nacional (National record)           | Recorde europeu       | Recorde europeu (European)            | DNF                        | Não terminou (Did not finish)             |   |                                      |
| Recorde pessoal       | Recorde pessoal do atleta (Personal best)    | Recorde da Oceania    | Recorde da Oceania (Oceania)          | DSQ / DQ                   | Desclassificado (Disqualified)            |   |                                      |
| Recorde da temporada  | Recorde da temporada do atleta (Season best) | Recorde sul-americano | Recorde sul-americano (South America) | NM                         | Sem marca (No mark)                       |   |                                      |